# Juana Folch de Cardona y Manrique de Lara
Juana Folch de Cardona y Manrique de Lara (Segorbe, 1499 - Segorbe, 1564) fue una noble española.
También conocida como Juana III de Cardona, Juana II de Prades o Juana I de Pallars Sobirà, fue duquesa de Cardona, condesa de Prades, vizcondesa de Vilamur, marquesa de Pallars Sobirá  y señora de la Baronía de Entenza (1543-1564). Fue enterrada en el monasterio de Poblet.

## Nupcias y descendencia

Escudo de armas de Fernando I de Cardona

Hija del duque Fernando I de Juan Ramón de Cardona y Francisca Manrique de Lara. En mayo de 1516 se casó con Alfonso de Aragón y Portugal, duque de Sogorbe y conde de Ampurias, con quien tuvo a:
- Fernando de Aragón (1533), que murió joven.
- Alfonso de Aragón (1536-1550).
- Juan de Aragón (1537), que murió joven.
- Francisco de Aragón (1539-1572), XXXV conde de Ampurias, IV de Cardona y III duque de Segorbe
- Guiomar de Aragón (1540-1557), casada con Fadrique Álvarez de Toledo y Enríquez de Guzmán, IV duque de Alba.
- Juana de Aragón (1542-1608), XXXVI condesa de Ampurias, V condesa de Cardona y IV duquesa de Sogorbe.
- Ana de Aragón (? - 1567), casada con Vespasiano I Gonzaga, I duque de Sabbionetta, en segundo matrimonio.
- Francisca de Aragón, que murió joven.
- Beatriz de Aragón, que murió joven.
- Isabel de Aragón, casada con Juan Ximénez de Urrea, III conde de Aranda.
- Magdalena de Aragón (? -1623)
- María de Aragón, que murió joven.
- Jerónima de Aragón, que murió joven.

| Predecesor: Fernando Folch de Cardona y Enríquez | III duquesa de Cardona VIII condesa de Prades III marquesa de Pallars Sobirá 1543 - 1563 | Sucesor: Francisco de Aragón |
| Predecesor: Alfonso de Aragón y Portugal         | VII vizcondesa de Villamur VII baronesa de Entenza 1562 - 1563                           | Sucesor: Francisco de Aragón |